# Студениця (Хмельницька область)
Студениця — колишнє місто на річці Студениці при впадінні її в Дністер. Місто напевно було закладене тоді коли і Бакота, Калюс, Ушиця. 1981 року затоплене водами Дністровського водосховища, як і три інші літописні міста Бакота, Калюс, Ушиця (з 1826 Стара Ушиця).

## Географія
Місто було розташоване на площині, оточене річкою Студеницею (річка двома потоками сходила до Дністра), а скелясті, на зразок стін, гори оточували місто з трьох сторін. Знаходилося між горою Горохова на півночі, горою Біла зі сходу, за 5 кілометрів від Бакоти.

## Історія
У люстрації 1530 року Студениці немає, певно перед тим була повністю спалена татарами. На єврейському кладовищі знайдено саркофаг з 1590 року.
Наприкінці червня 1633 року Студеницю окупувала армія турків, що вторглися тоді на Поділля під проводом Абази-Паші в кількості близько 50000. Армія не змогла взяти тоді Кам'янець-Подільський і з люті спустошила Студеницю. Після триденної облоги місто Студеницю було взято, від замку залишилися руїни, а 5000 мешканців забрані в полон. Втрати турецької армії — 1000 вояків. Місто тоді належало брацлавському воєводі Станіславу Потоцькому. Після погрому мешканці були на 8 років звільнені від податків.
1672 за часів турецької влади місто стояло спустошене, всередині замку був лише один дерев'яний будинок. 13 січня 1672 через місто проїжджав Ульріх фон Вердум.
6 травня 1684 — битва під Студеницею між польсько-козацькими військами і турками та татарами з Кам'янця-Подільського.
Студениця 1702 була спустошена нападами гайдамаків під проводом Скориша і сотника Федора Шпака (Білецький), що не дозволило місту піднятися.
У 17 столітті Студениця була містом із мурованим замком з баштами по кутах. Замок був збудований на кшталт зірки. Посередині був ринок, оточений кам'яними будинками, східного зразку. Посередині стояла ратуша, була руська церква і вірменський костел. Місто було оточене муром з баштами, до міста був в'їзд через дві брами, з заходу — Руська брама, зі сходу Вірменська брама. В замку розташовувалася церква св. Миколая, а на горі жили 8 монахів. Місто мало 2 привози, куди звозилися товари. Населення було руське, грецьке, вірменське, також тут проживали волохи (потомки даків) і після 1770, коли населення значно винищила чума, почали заселятися євреї.
В 1762 році латинська назва: «Studzienicza». Поселення було в складі Подільської провінції Палатінату Кам'янецького (La Pologne Provinces de Podolie de Palatinatus Kamieniec) із центром в Ка́м'яне́ць-Поді́льську. Посилання на сайті: https://archive.org/details/newsystemofgeogr01busc/page/610?q. 
В 1774 році від Потоцького місто перейшло до Садовського. Від Садовського Студениця перейшла до Можинського, а від нього до Шимбекова, який продав її Людерсу (1870 р.)
В 1872 році російська назва: «М.Студеница». Контури затопленого поселення взяті із карти: «Russia (1872)». Як видно із карти в селі були: два водяні млини та одна релігійна будівля.
1899 — 186 осель,1608 мешканців, 308 євреїв, церква св. Миколая збудована в 1781 р., єврейський молитовний дім, 4 млини, школа, винокурня (з 1881), на якій працювало 10 осіб, торги проводилися щотижня, місто як і вся околиця гандлювало сушеними сливками, яких в рік заготовляли до 1500 бочок.
На горі Білій знаходяться печери, в яких за переказами жили монахи і в якій за татарських набігів могли сховатися 15 000 люду. З заходу від гори Білої знаходиться гора Монастирисько з давнім монастирем, в якому була чудотворна ікона Пресвятої Богородиці. Ікона була перенесена до церкви св. Миколая.
Населення на момент «санітарної зачистки» становило 1056 чол., 331 двір.

## Відомі люди
В селі народився:
- Покотило Іван Васильович — український журналіст, поет.

## Світлини

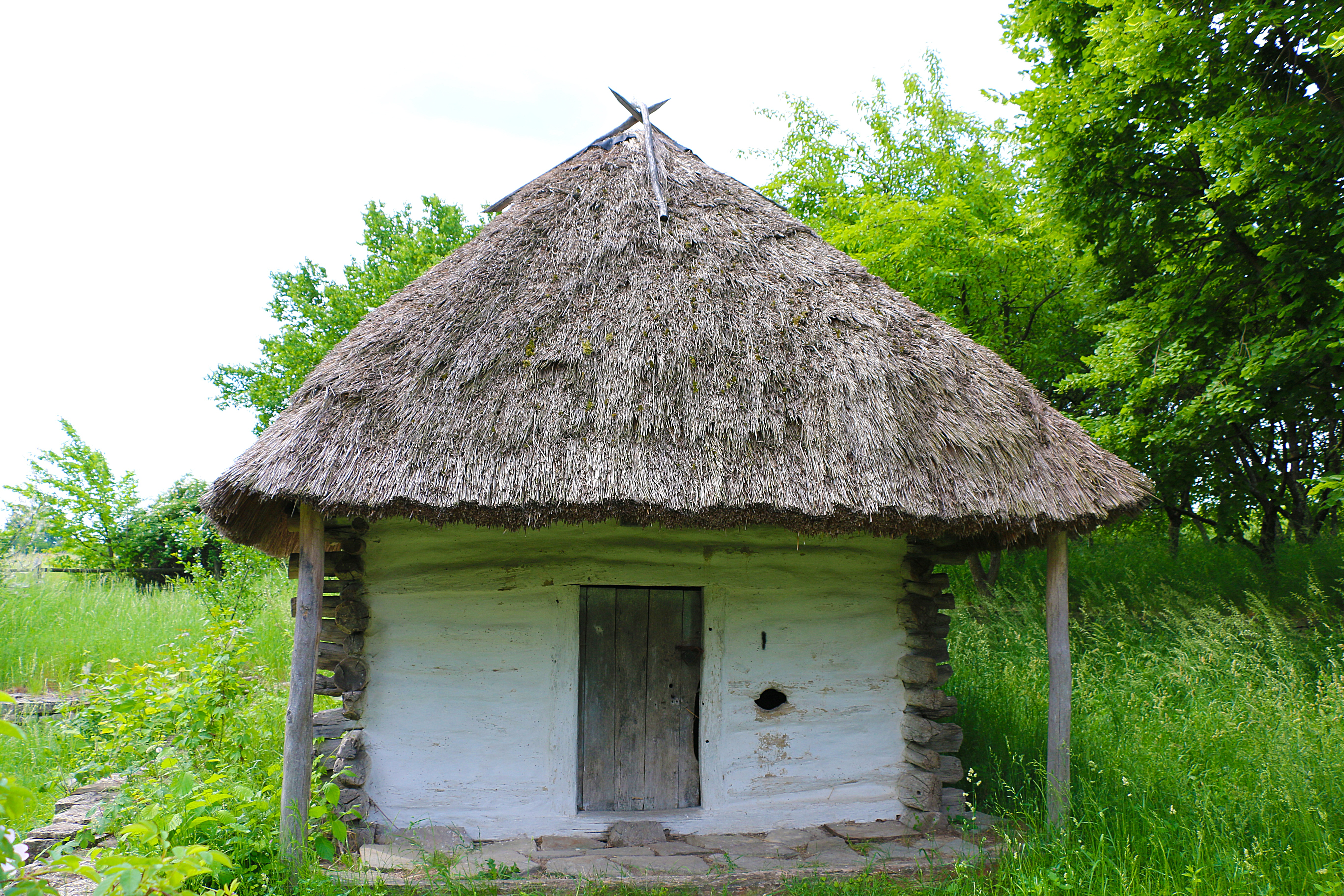
Комора з села Студениця, Київ Пирогів.
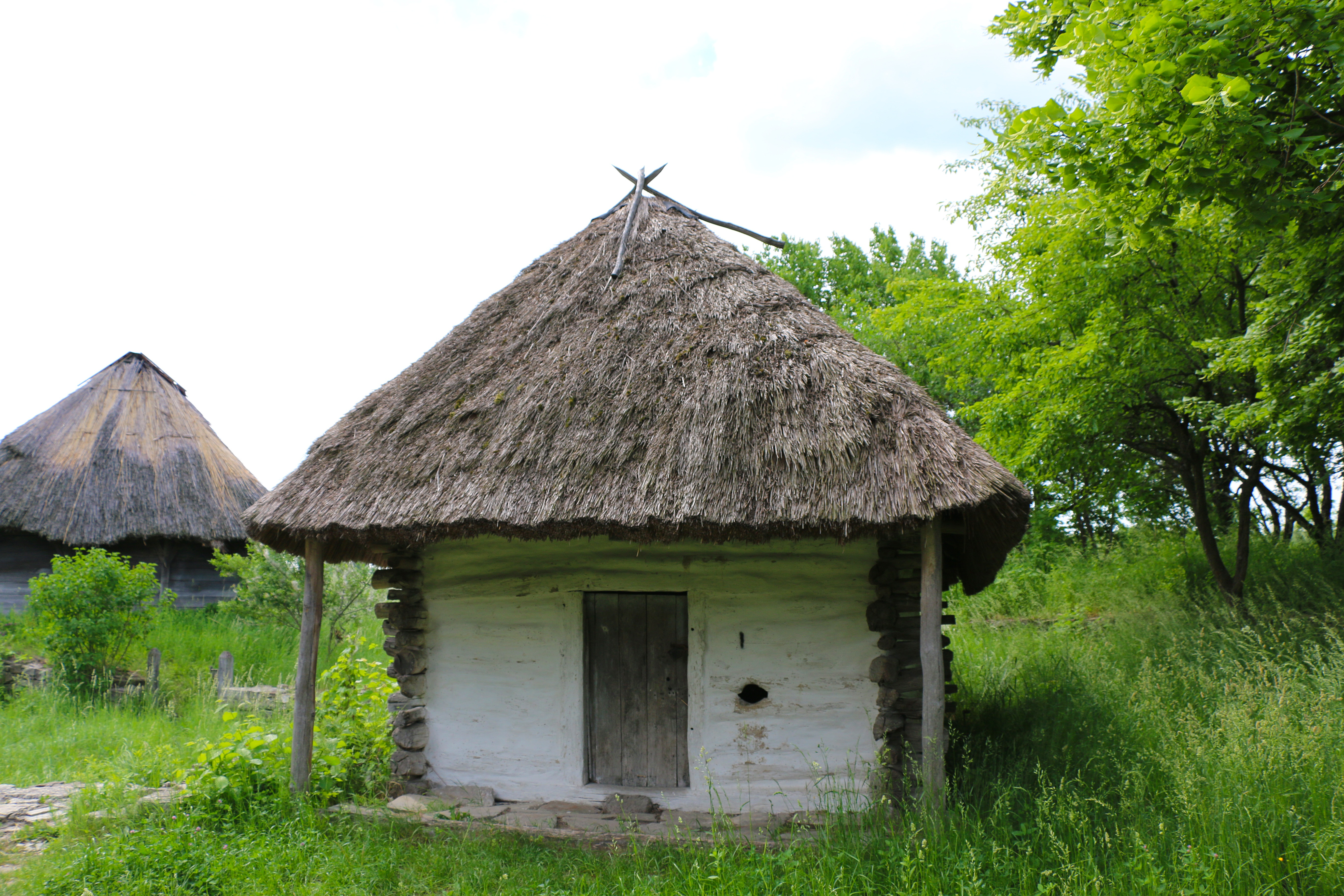
Комора з села Студениця.
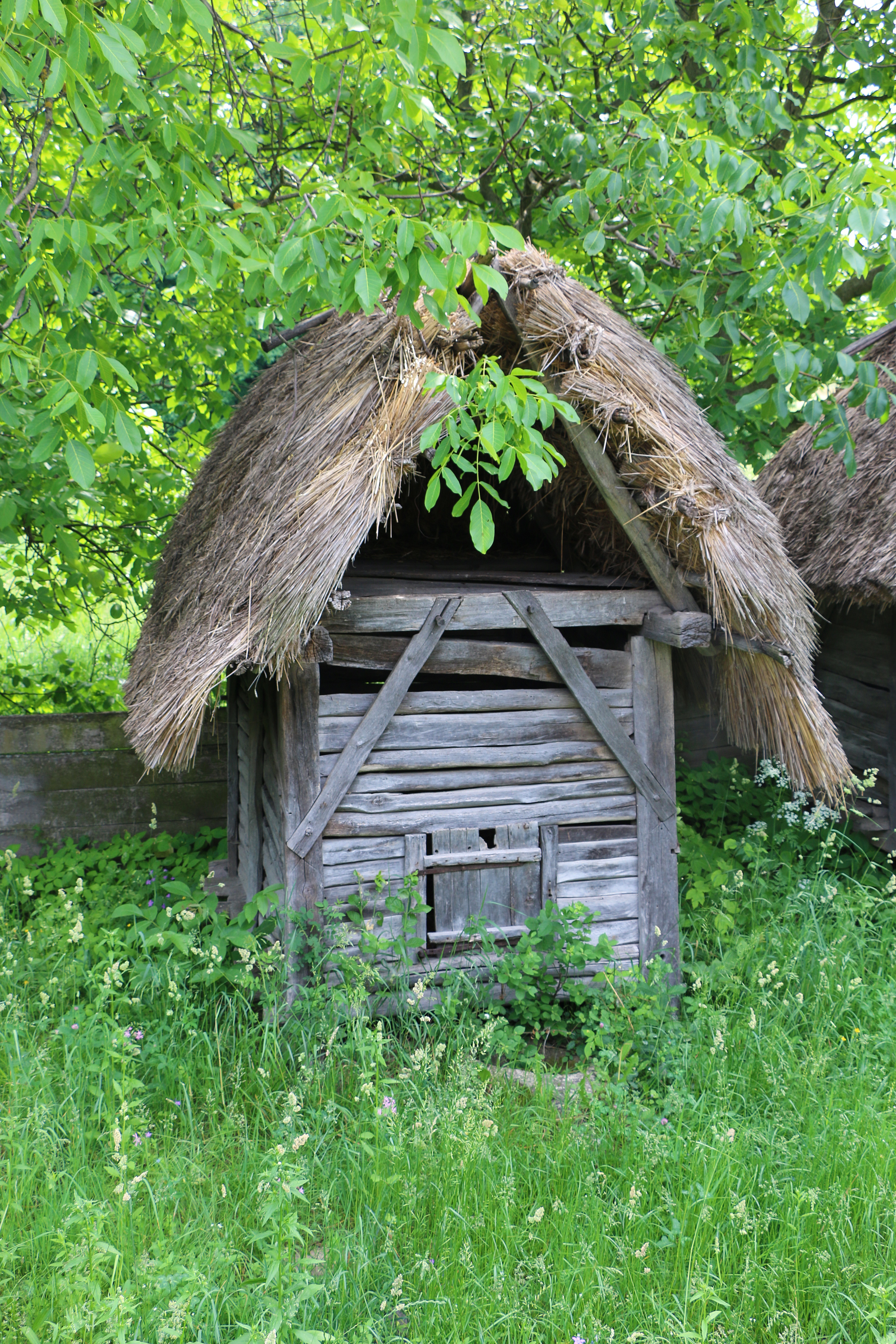
Куча з села Студениця.
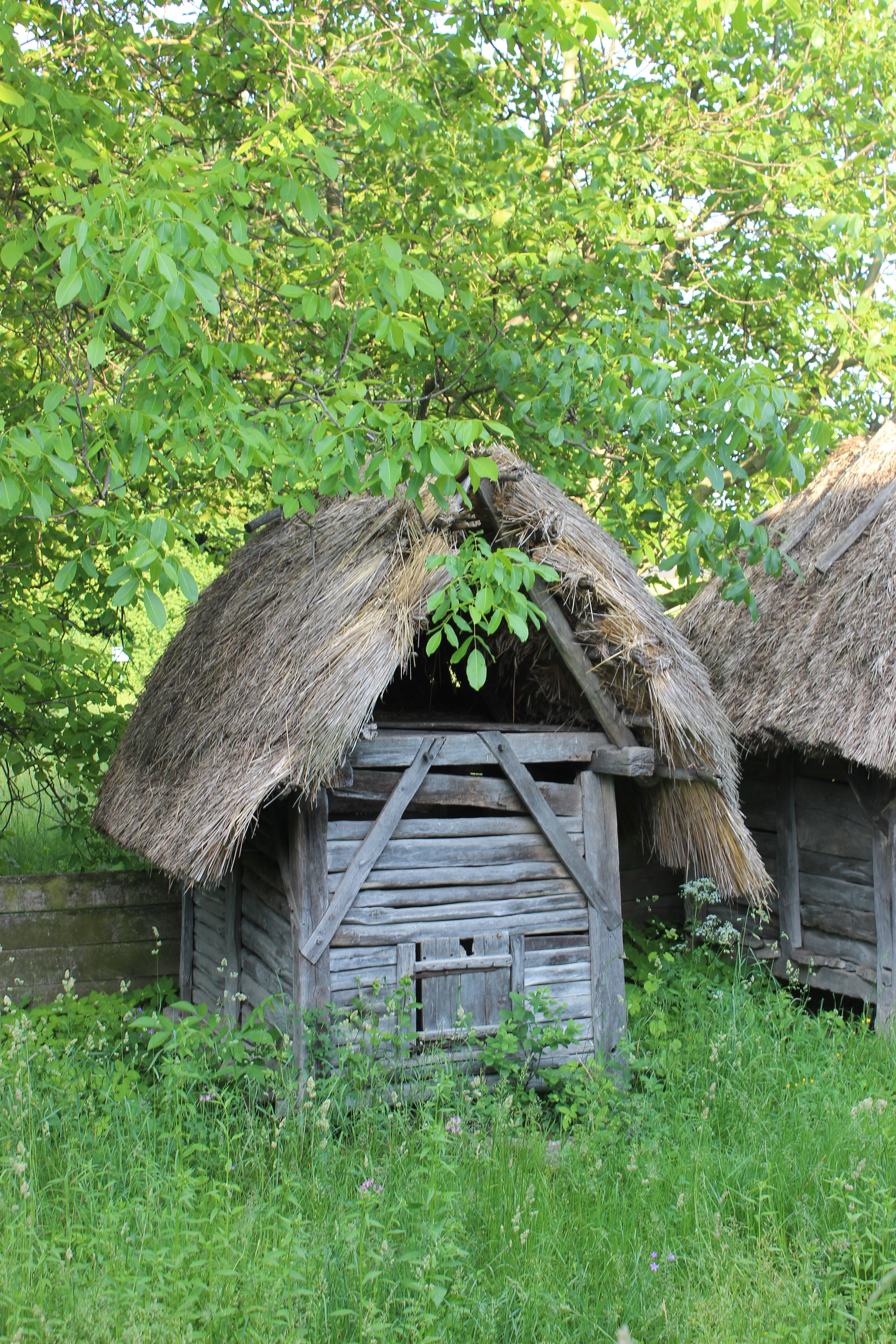
Куча з села Студениця, Пирогів.
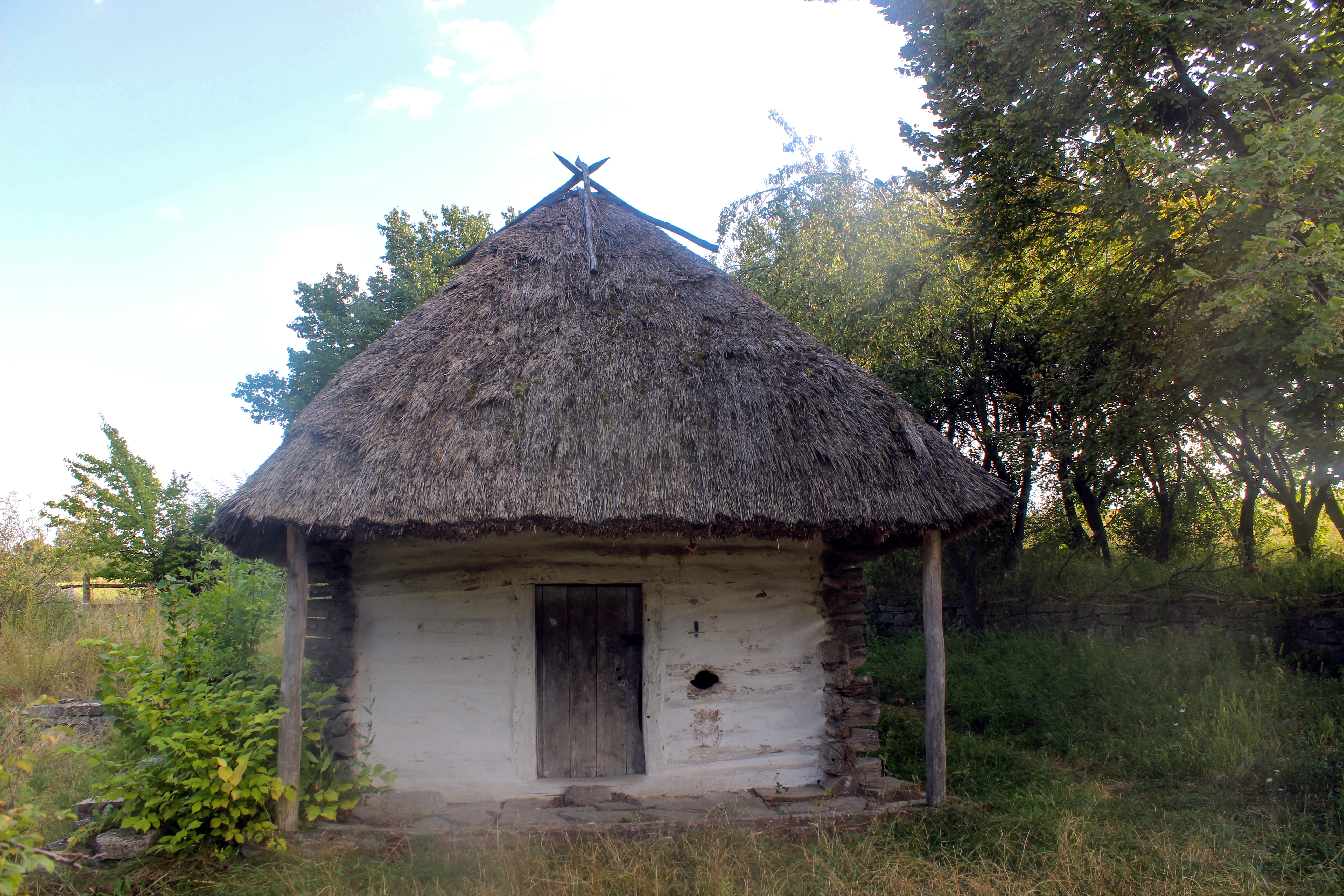
Студениця комора
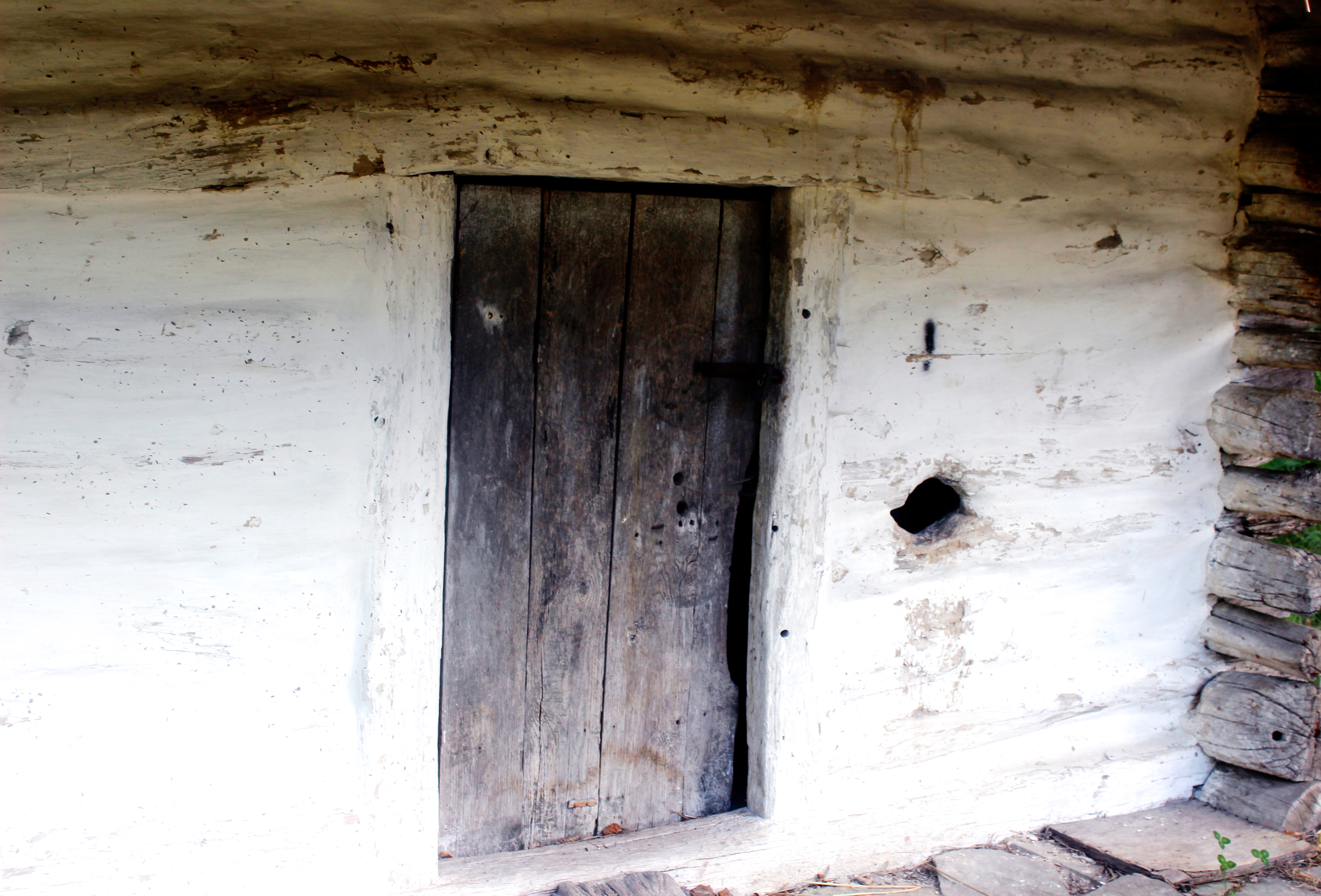
Студениця комора двері